# چنار آمریکایی
چنار آمریکایی (نام علمی: Platanus occidentalis) نام یک گونه از سرده چنار است.